# 로마의 일인자
《로마의 일인자》는 가시나무새들(The Thorn Birds)로 유명한 [콜린 매컬로]가 쓴 <마스터스 오브 로마 Masters Of Rome> 시리즈(총 7부작)중 제1부에 해당하는 작품이며, <뉴욕 타임스> 베스트셀러이다.

## 스보베
<마스터스 오브 로마> 1부
- 로마의 일인자 1, 콜린 매컬로, (강선재, 신봉아, 이은주, 홍정인 역), 교유서가, 2015. 492쪽,(ISBN 9788954636889)
- 로마의 일인자 2, 콜린 매컬로, (강선재, 신봉아, 이은주, 홍정인 역), 교유서가, 2015. 336쪽,(ISBN 9788954636896)
- 로마의 일인자 3, 콜린 매컬로, (강선재, 신봉아, 이은주, 홍정인 역), 교유서가, 2015. 556쪽,(ISBN 9788954636902)
- 로마의 일인자(세트:전3권+마스터오브로마가이드북), 콜린 매컬로, (강선재, 신봉아, 이은주, 홍정인 역), 교유서가, 2015. 1384쪽,(ISBN 9788954636872)

- 마스터스 오브 로마 가이드북, 콜린 매컬로, (강선재, 신봉아, 이은주, 홍정인 역), 교유서가, 2015. 556쪽,(ISBN 9788954636889)

<마스터스 오브 로마> 2부
- 풀잎관 1, 콜린 매컬로, (강선재, 신봉아, 이은주, 홍정인 역), 교유서가, 2015. 544쪽,(ISBN 9788954638340)
- 풀잎관 2, 콜린 매컬로, (강선재, 신봉아, 이은주, 홍정인 역), 교유서가, 2015. 596쪽,(ISBN 9788954638357)
- 풀잎관 3, 콜린 매컬로, (강선재, 신봉아, 이은주, 홍정인 역), 교유서가, 2015. 410쪽,(ISBN 9788954638364)
- 풀잎관(세트), 콜린 매컬로, (강선재, 신봉아, 이은주, 홍정인 역), 교유서가, 2015. 1550쪽(ISBN 9788954638333)

<마스터스 오브 로마> 3부
- 포르투나의 선택 1, 콜린 매컬로, (강선재, 신봉아, 이은주, 홍정인 역), 교유서가, 2016. 480쪽,(ISBN 9788954641265)

- 포르투나의 선택 2, 콜린 매컬로, (강선재, 신봉아, 이은주, 홍정인 역), 교유서가, 2016. 608쪽,(ISBN 9788954641272)

- 포르투나의 선택 3, 콜린 매컬로, (강선재, 신봉아, 이은주, 홍정인 역), 교유서가, 2016. 432쪽,(ISBN 9788954641289)

- 포르투나의 선택(세트), 콜린 매컬로, (강선재, 신봉아, 이은주, 홍정인 역), 교유서가, 2016. 1516쪽(ISBN 9788954641258)

<마스터스 오브 로마> 4부
- 카이사르의 여자들 1, 콜린 매컬로, (강선재, 신봉아, 이은주, 홍정인 역), 교유서가, 2016. 506쪽,(ISBN 9788954643313)

- 카이사르의 여자들 2, 콜린 매컬로, (강선재, 신봉아, 이은주, 홍정인 역), 교유서가, 2016. 440쪽,(ISBN 9788954643320)

- 카이사르의 여자들 3, 콜린 매컬로, (강선재, 신봉아, 이은주, 홍정인 역), 교유서가, 2016. 320쪽,(ISBN 9788954643337)

- 카이사르의 여자들(세트), 콜린 매컬로, (강선재, 신봉아, 이은주, 홍정인 역), 교유서가, 2016. 1320쪽(ISBN 9788954643276)

절판
- 로마의 일인자 1, 콜린 맥컬로, 유명우 [공] 역, 교원문고, 1993, 308쪽, (ISBN 8921100091)
- 로마의 일인자 2, 콜린 맥컬로, 유명우 [공] 역, 교원문고, 1993, 357쪽, (ISBN 8921100105)
- 로마의 일인자 3, 콜린 맥컬로, 이가형 [공] 역, 교원문고, 1993, 343쪽, (ISBN 8921100121)

- 풀잎관 1(로마의 일인자 제2부), 콜린 맥컬로, 최순희 역, 교원문고, 1994, 383쪽, (ISBN 8977200172)
- 풀잎권 2(로마의 일인자 제2부), 콜린 맥컬로, 최순희 역, 교원문고, 1994, 386쪽, (ISBN 8977200180)
- 풀잎권 3(로마의 일인자 제2부), 콜린 맥컬로, 최순희 역, 교원문고, 1994, 383쪽, (ISBN 8977200199)